# The Rink (musical)
The Rink és un musical amb llibret de Terrence McNally, lletres de Fred Ebb i música de John Kander, sent la desena col·laboració de Kander i Ebb.
El musical se centra en Anna, la propietària d'una vella pista de patinatge al passeig d'una decaient localització costanera, que ha decidit vendre'l. Complicant els seus plans està la seva filla Angel, que torna a la ciutat buscant retrobar-se amb la gent i els paratges que havia abandonat feia molt de temps. Mitjançant una sèrie de flashbacks, revelacions i un mínim avanç del desenvolupament de la trama, les dues fan front als seus passats per tal de reconciliar-se i avançar en les seves vides.

## Història de la producció

### Rerefons
El musical començà com un petit musical de l'off-Broadway amb música de Kander i Ebb, llibret d'Albert Innaurato i direcció d'Arthur Laurents, centrant-se en una mare italoamericana i la seva filla. El projecte no anava bé, i Terence McNally va arribar per reescriure el guió, i Laurents va ser acomiadat. En lloc d'un musical íntim, ara hi hauria un petit cor masculí i grans decorats.

### Produccions
El musical s'estrenà a Broadway el 9 de febrer de 1984 al Martin Beck Theatre, on es representà en 204 funcions i 29 prèvies. La producció va ser dirigida per A. J. Antoon, coreografiada per Graciela Daniele, amb escenografia de Peter Larkin, vestuari de Theoni V. Aldredge, il·luminació de Marc B. Weiss i direcció musical de Paul Gemignani.
Malgrat la presència de Liza Minnelli (com Angel) i Chita Rivera (com Anna), no va poder superar unes crítiques majoritàriament negatives. El repartiment incloïa a Jason Alexander (Lino/Lenny/Punk/Uncle Fausto), Kim Hauser (Little Girl), Mel Johnson, Jr. (Buddy/Hiram/Mrs. Jackson/Charlie/Suitor/Junior Miller), Scott Holmes (Guy/Dino/Father Rocco/Debbie Duberman), Scott Ellis (Lucky/Sugar/Punk/Arnie/Suitor/Bobby Perillo/Danny/Additional singer), Frank Mastrocola (Tony/Tom/Punk/Suitor/Peter Reilly), Ronn Carroll (Ben/Dino's Father/Sister Philomena) i Rob Marshall (cantant addicional). Stockard Channing substituí a Liza Minnelli el 14 de juliol de 1984.
El musical va produir-se al Cambridge Theatre del West End, estrenant-se el 17 de febrer de 1988, tancant el 19 de març després de 38 funcions. Estava protagonitzat per Josephine Blake i Diane Langton com Anna i Angel.

## Sinopsi

### I Acte
Angel Antonelli apareix amb una maleta i una motxilla a l'estació d'autobusos. Canta sobre els seus dies de soledat i confusió i somia en retornat al seu passat infantil.
Finals de la dècada dels 70. Sis auxiliars arriben per començar la demolició d'una pista de patinatge abans gloriosa, però que ara s'alça trista al final d'un parc d'atraccions al costat del mar. Es troben amb Anna Antonelli, que ha venut la pista i que es disposa a marxar cap a Roma lliure de la responsabilitat de la pista. Aquesta és la "llar" a la que Angel torna després d'una absència de 15 anys. És un mal moment per una trobada de mare i filla. De seguida els ressentiments apareixen. En termes molt clars Anna diu a Angel el que pensa del que l'abandonés per viure com una hippie.
Com si la pista tingués fantasmes del passat atrapats a les bigues diversos flashbacks mostren la història de com aquestes dues dones han arribat a aquest punt en les seves vides. De cop i volta és 1950 i Dino, el jove i encantador marit i pare, apareix amb regals d'un rar cristall blau venecià: en el present, un dels operaris vol comprar les copes de cristall blau. Angel es resisteix: vol tot el que va deixar enrere tal com estava. Intenta explicar que no té cap lloc on anar. Ha anat a casa per buscar la pau. Però, com és que la pista ha decaigut tant? On està la bola de miralls? Això desencadena el record de quan va complir 5 anys, quan Dino, després de tornar de la guerra de Corea, va arribar a casa en meitat de la nit, begut, amb els seus companys i volent una festa. Tenia una bola de miralls per la seva petita. La cançó es converteix en un ball i en un brindis a la pista. Però els amics es dispersen quan Dino es converteix en violent i de mal humor. Ningú era el mateix després de la guerra. Sola, Anna intenta consolar-lo.
És només en aquest moment quan Angel s'adona que la pista ha estat venuda. Mare i filla estan de nou. "Aquesta és la meva llar. Ningú no destruirà aquest lloc. Jo visc aquí!" "Incorrecte. Tu vivies aquí!". Es barallen mentre que pugen a l'apartament. Els operaris fan broma de la trobada entre les dues dones. Angel baixa corrent les escales amb un document. Per tal de vendre la pista, la seva mare ha oblidat el seu nom. Angel li explica els seus plans per a una nova pista i un centre social. Ara Angel està esperant l'advocat per tornar la trucada. Intenta aconseguir una ordre judicial per aturar la demolició. Anna intenta explicar-li que no és només la pista, sinó que és tot el parc d'atraccions el que serà demolit. Els temps han canviat. El passeig marítim ja no serà d'ells més. Els joves punks que porten ràdios es mouen pel parc amenaçant violentament. En un flashback, Anna i les seves amigues, Mrs. Silverman i Mrs. Jackson es pregunten què els va passar als vells temps i Angel descobreix que Anna ha estat brutalment assaltada al passeig marítim. Amb gran tristesa, Angel es manté ferma: no rendirà el seu somni, els seus llums de colors.

### II Acte
Angel ofereix a la seva mare un porret de marihuana. Primer, Anna es nega, però després fuma de manera experta, com ho ha vist fer a la televisió. Durant un moment flipat, els dues s'ajunten, adonant-se que no són tan diferents. Angel vol saber qui anirà a Roma amb Anna. Les dues recorden el Bon Lenny qui, des de l'institut, ha estimat Anna; Com Anna es casà amb la família Antonelli, tot i que l'oncle Fausto objectà; i com, després d'un temps, Dino, atrapat i inquiet, abandonà la seva esposa, la seva filla i la pista per sempre. Però Anna diu a la jove Angel que el seu pare és mort. La mentida, com un malson, les embolica en un quintet. Sola, la jove "vídua" intentà pujar la seva filla i fer front a les seves pròpies necessitats mentre que Angel, a la seva cambra, escolta la seva mare i els homes a la nit. Recordar aquesta part del passat és dolorós per a les dues, i les dues marxen: Angel a respirar una mica de l'aire de l'oceà i Anna a acabar de fer els paquets.
Els operaris, mentrestant, frustrats perquè el seu treball està aturat, troben patis i còmicament patinen per la pista. Quan Anna i Angel tornen, Angel recorda què va passar la nit del ball de la seva classe. Anna havia deixat la pista i va donar a la seva filla adolescent alguns consells sobre els nois i una classe de ball. És un moment calent. Però és la nit en que l'oncle Fausto, begut i abusat, diu a Angel que el seu pare és viu. Humiliada, ferida i traumatitzada, empaqueta les seves coses.
Són els anys 60 i canta sobre el seu viatge a la Costa Oest i la seva pròpia experiència entre el moviment hippie del flower-power. Anna està sorpresa, trista, per aquestes revelacions. La porta s'obre i entra una nena petita. És la filla d'Angel. Com la seva mare, Angel ha criat la seva filla tota sola. Li va posar Anna. És ara o mai. Anna demana a Angel que la perdoni. Amb gran dificultat li diu "T'estimo". El perdó les allibera. Mentre que Mare i Filla s'abracen, el passat i la pista s'aixequen i marxen lluny.

## Cançons
| I Acte - Colored Lights - Chief Cook and Bottle Washer - Don't Ah Ma Me - Blue Crystal - Under the Roller Coaster - Not Enough Magic - We Can Make It - After All These Years - Angel's Rink and Social Center - What Happened to the Old Days? | II Acte - The Apple Doesn't Fall (Very Far From the Tree) - Marry Me - Mrs. A - The Rink - Wallflower - All the Children in a Row - Finale |

## Premis i nominacions

### Producció original de Broadway
| Any  | Premi            | Categoria                                       | nominat                | Resultat   |
| ---- | ---------------- | ----------------------------------------------- | ---------------------- | ---------- |
| 1984 | Premi Drama Desk | Musical Més Destacat                            | Musical Més Destacat   | nominat    |
| 1984 | Premi Drama Desk | Actriu Protagonista Més Destacada en un Musical | Chita Rivera           | GUANYADORA |
| 1984 | Premi Drama Desk | Actriu Protagonista Més Destacada en un Musical | Liza Minnelli          | nominada   |
| 1984 | Premi Drama Desk | Direcció de Musical Més Destacada               | A. J. Antoon           | nominat    |
| 1984 | Premi Drama Desk | Il·luminació Més Destacada                      | Marc B. Weiss          | nominat    |
| 1984 | Premi Drama Desk | Escenografia Més Destacada                      | Peter Larkin           | nominat    |
| 1984 | Premi Tony       | Millor Banda Sonora                             | Fred Ebb i John Kander | nominat    |
| 1984 | Premi Tony       | Millor Actriu Protagonista de Musical           | Chita Rivera           | GUANYADORA |
| 1984 | Premi Tony       | Millor Actriu Protagonista de Musical           | Liza Minnelli          | nominada   |
| 1984 | Premi Tony       | Millor Escenografia                             | Peter Larkin           | nominat    |
| 1984 | Premi Tony       | Millor Coreografia                              | Graciela Daniele       | nominada   |